# Hellinsia ishiyamanus
Hellinsia ishiyamanus là một loài bướm đêm thuộc họ Pterophoridae. Nó được tìm thấy ở Nhật Bản (Hokkaido, Honshu), Hàn Quốc và Trung Quốc.
Sải cánh dài khoảng 19 mm và Chiều dài cánh trước khoảng 10–11 mm.
Ấu trùng ăn Artemisia vulgaris. Chúng gấp lá cây chủ như túp lều, chúng ăn lá gập từ bên trong bên ngoài để nguyên. Một ấu trùng có thể gấp hai lá.